# Michel Le Quien
Michel Le Quien (o Lequien), O.P. (Boulogne-sur-Mer, 8 d'octubre de 1661 - París, 12 de març de 1733), fou un prevere, teòleg i historiador francès.

## Biografia
Va estudiar al Collège du Plessis, a París, i als vint anys va ingressar al convent dominicà de Faubourg Saint-Germain, on va exercir la seva professió de fe el 1682. A part d'absències puntuals breus, mai no va sortir de París. En el moment de la seva mort era bibliotecari del Convent dels jacobins del carrer Saint-Honoré, càrrec que va ocupar durant la major part de la seva vida, assistint als que buscaven informació sobre teologia i sobre el antiguitat eclesiàstica. Sota la supervisió del pare Jacques Marsollier, va aprendre perfectament les llengües clàssiques, l'àrab i l'hebreu, en detriment, sembla, de la seva llengua materna.

## Obres

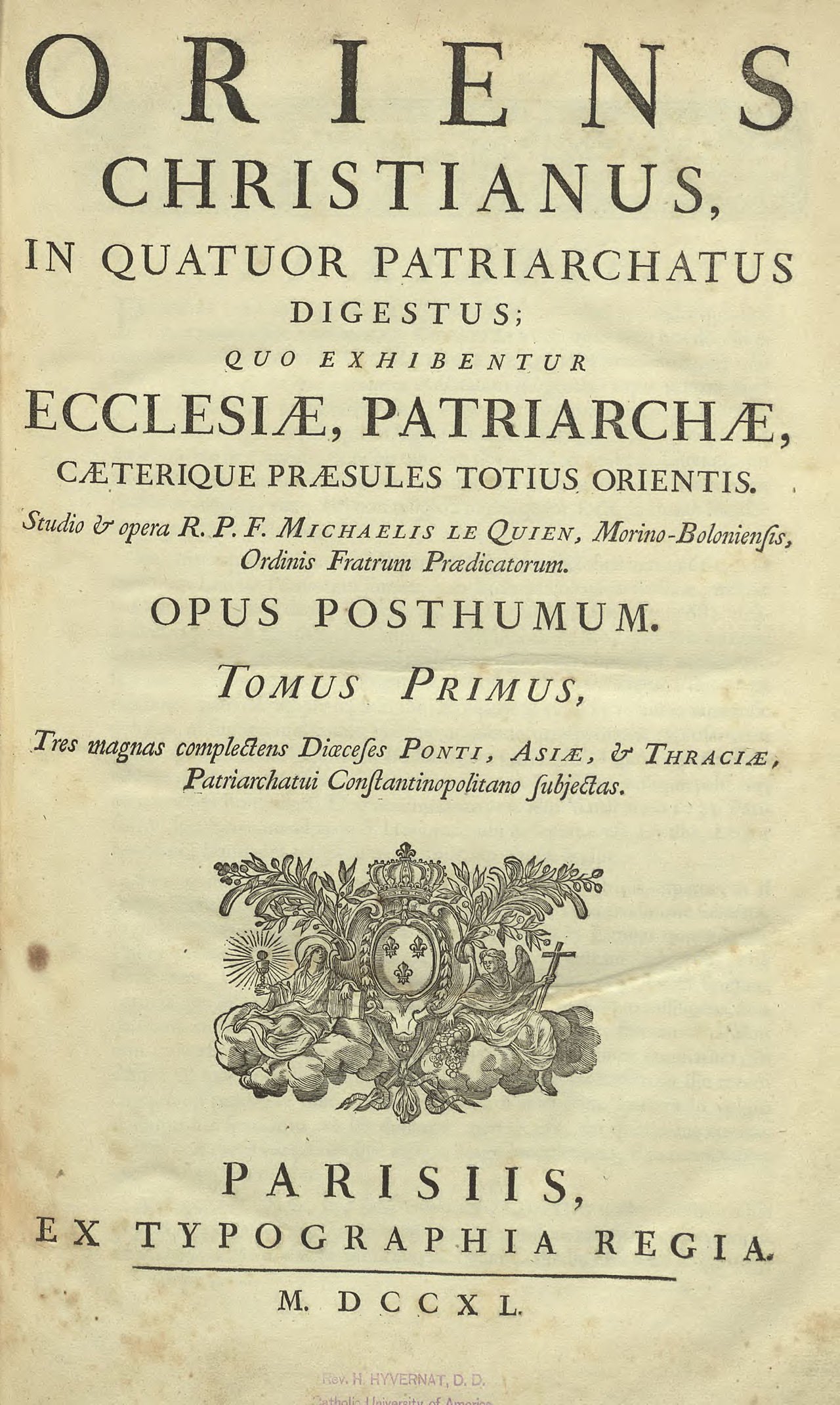
Pàgina de títol del primer volum de la seva obra més coneguda, lOriens christianus in quatuor patriarchatus digestus.

Els seus principals treballs, per ordre cronològic, són:
- Défense du texte hébreu et de la version vulgate (Paris, 1690), reimprès a Migne,  Scripturae Sacrae Cursus , III (París 1861), 1525-84. És una resposta a  Antiquité des temps rétablie  de l'ordre del cistercenc Paul-Yves Pezron (1638–1706), que havia pres el text de la  Septuaginta . com a única base per a la seva cronologia.
- Johannis Damasceni opera omnia, text grec amb traducció llatina (2 vols. Fol., París, 1712) a Migne  Patrologia Graeca , XCIV-VI. A aquesta edició fonamental Le Quien va afegir excel·lents dissertacions; un tercer volum, que devia contenir altres obres de Damascè i diversos estudis sobre ell, no es va completar mai.
- Panoplia contra schisma Graecorum, escrit amb el pseudònim de Stephanus d'Altimura Ponticencis (París, 1718), una refutació del  Περὶ τῆς ἀρχῆς τοῦ Πάπα ἀντιρρήσεις  del patriarca Nectari de Jerusalem, va mantenir Le Quien, amb evidències històriques principalment dels pares orientals.
- La nullité des ordinations anglicanes (2 vols., Paris, 1725), i La nullité des ordinationes anglicanes démontrée de nouveau (2 vols., Paris, 1730), contra la defensa de la validesa de les ordenacions anglicanes realitzades per Pierre Le Courayer.
- Diversos articles sobre arqueologia i història eclesiàstica, publicats per Desmolets (Paris, 1726-31).
- Oriens christianus in quatuor patriarchatus digestus, in quo exhibentur Ecclesiae patriarchae caeterique praesules totius Orientis, publicat pòstumament (3 vols., París, 1740). Le Quien tenia la intenció de publicar aquesta obra ja des del 1722 i havia signat un contracte amb la impressora Simart ( Revue de l'Orient latin , 1894, II, 190). A l'hora de compondre l'obra Le Quien, va utilitzar les notes del benedictí Abel-Louis de Sainte-Marthe, que havia dissenyat un "Orbis Christianus" i li havia donat amablement les seves notes sobre Orient i Àfrica. Els "Oriens Christianus", al projecte Le Quien, haurien d'haver inclòs no només la jerarquia dels quatre patriarcats grecs i llatins de Constantinoble, Alexandria, Antioquia i Jerusalem, i la dels patriarques jacobita, melquita, nestoriana, Maronita i armènia, però també textos grecs i llatins de les diverses  Notitia Episcopatuum , un catàleg de monestirs orientals i africans i també la jerarquia de l'Església africana. Les tres darreres parts d'aquest projecte gegantí van ser deixades de banda pels hereus literaris de Le Quien. Les seves notes sobre l'Àfrica cristiana i els seus monestirs mai no s'han utilitzat almenys completament.
- "Abrégé de l'histoire de Boulogne-sur-Mer et ses comtes" a Desmolets, "Mémoires de littérature", X (París, 1749), 36-112.